# Philippine Airlines
Philippine Airlines (PAL), nome comercial da PAL Holdings, Inc. (PSE: PAL) (Philippine Air Lines até 1970), é a companhia aérea de bandeira das Filipinas. Com sede no PNB Financial Center em Pasay, a companhia aérea foi fundada em 1941 e é a primeira e mais antiga companhia aérea comercial da Ásia.
As principais operações de voo da companhia aérea estão localizadas no Aeroporto Internacional Ninoy Aquino na Metro Manila.  Sua subsidiária PAL Express opera principalmente rotas regionais, enquanto a Philippine Airlines opera rotas domésticas (Cebu, Davao, General Santos, Kalibo, Laoag, Manila e Zamboanga) e internacionais.

## História
A Philippine Airlines foi fundada em 26 de fevereiro de 1941. Sua empresa predecessora, a Philippine Aerial Taxi Company, foi fundada em 3 de dezembro de 1930.
Anteriormente uma das maiores companhias aéreas da Ásia, a PAL foi severamente afetada pela crise financeira asiática de 1997. Em uma das maiores falências corporativas das Filipinas, a PAL reduziu suas operações internacionais encerrando voos para Europa e Oriente Médio, cortando praticamente todos os voos domésticos, exceto as rotas operadas de Manila, reduzindo o tamanho de sua frota e demitindo milhares de funcionários.
A companhia aérea foi colocada em "receivership"(concordata) em 1998, mas depois restaurou as operações para muitos destinos. Após a saída da PAL da concordata em 2007, a companhia aérea frequentemente renovou sua administração, buscando se restabelecer como uma das principais companhias aéreas da Ásia.

## Acordos de codeshare
A Philippine Airlines compartilha com as seguintes companhias aéreas:
- [Air Macau]
- [All Nippon Airways]
- [Bangkok Airways]
- [Cathay Pacific]
- [China Airlines]
- [Garuda Indonesia]
- [Gulf Air]
- [Hawaiian Airlines]
- [Malaysia Airlines]
- PAL Express (Subsidiaria)
- [Royal Brunei Airlines]
- [Turkish Airlines]
- [Vietnam Airlines]
- [WestJet]
- [XiamenAir]

## Destinos
Em 1980, a PAL operava para destinos na Europa, como Amsterdã, Atenas, Frankfurt, Londres–Gatwick e Roma–Fiumicimo. Após a crise financeira asiática de 1997, a PAL cancelou alguns de seus voos de longo curso, com Cathay Pacific assumindo temporariamente as rotas da PAL por quatorze dias em 1998. 
Em 2010, a União Europeia (UE) proibiu as transportadoras filipinas até 2013, apesar da avaliação de segurança da Organização da Aviação Civil Internacional (International Civil Aviation Organization). Depois que a UE suspendeu sua proibição, a PAL retomou seus voos para Londres–Heathrow em 4 de novembro de 2013. Em 29 de outubro de 2018, a companhia aérea lançou um voo sem escalas para Nova York–JFK usando um Airbus A350-900. Na época de seu lançamento, era o nono voo mais longo do mundo. Em 29 de abril de 2021, a PAL anunciou seus planos de voar para Israel em outubro, usando seu Airbus A350-900. A companhia aérea operou anteriormente em Israel de meados da década de 1940 até a década de 1950. 
Em 2021, a PAL operou até 43 rotas internacionais e 31 rotas domésticas. Sua subsidiária, PAL Express, atende a maioria dos voos domésticos nas Filipinas.  

## Livery
As pinturas da Philippine Airlines passaram por muitas encarnações. A primeira aeronave PAL tinha uma pintura simples de topo branco e fundo prateado separada por linhas retas sólidas, com uma pequena bandeira filipina sobreposta na cauda. 
O nome "Philippine Air Lines" foi sobreposto na parte dianteira superior da fuselagem e o logotipo PAL foi localizado na parte de trás. Variantes posteriores da pintura, especialmente em aeronaves a jato PAL, fizeram uso de uma bandeira filipina estendida como cheatlines, com o logotipo PAL sobreposto na cauda. A essa altura, o nome "Philippine Airlines" era usado na pintura.
A atual pintura "Eurowhite", usada pela primeira vez com o Short 360, foi adotada em 1986 após o rebranding corporativo da PAL.  Esta pintura (projetada por Landor Associates) tem "Filipinas" sobreposta na parte dianteira da fuselagem em itálico (usando o tipo de letra do logotipo PAL), enquanto a cauda é pintada com o logotipo e a bandeira filipina é visível perto da parte traseira das aeronaves. O logotipo PAL também é pintado nas asas (winglets) das aeronaves que os possuem. O nome "Philippines" em vez de "Philippine Airlines" é para denotar que a PAL é a principal companhia aérea das Filipinas. Entretanto, isso às vezes leva à confusão de que um avião PAL, especialmente quando fretado pelo Presidente para visitas oficiais ou de estado, é na verdade o Transporte Aéreo Oficial Do Chefe De Estado Filipino. Qualquer aeronave PAL com o número de voo "PR/PAL 001" e o indicativo "PHILIPPINE ONE" é um avião especial operado pela Philippine Airlines para transportar o Presidente ou Vice-Presidente das Filipinas. O número do voo "PR/PAL 002" e o indicativo "PHILIPPINE TWO" são usados se o Vice-Presidente viajar simultaneamente com o Presidente. Assim, os selos presidenciais são colados nas portas L1 e R1 ou perto delas de qualquer aeronave PAL fretada pelo presidente.      
Para o 70º aniversário da companhia aérea em 2011, um decalque especial foi colocado em todas as suas aeronaves. O adesivo apresentava um "70" estilizado e as palavras "Asia's first, shining through" (Primeiro da Ásia, brilhando). Em seu 75º aniversário em 2016, um decalque especial foi colocado na parte traseira de cada aeronave. O adesivo apresenta um "75" estilizado. A Phillipine Airlines também colocou um adesivo Skytrax de 4 estrelas em sua aeronave para comemorar sua nova classificação.
Em fevereiro de 2019, a Philippine Airlines lançou sua quinta aeronave Airbus A350 com um decalque "LoveBus" que representa o 40º aniversário de sua parceria com a Airbus e para celebrar o serviço sincero da companhia aérea. O logotipo LoveBus marcado com beijo também foi colocado em 1979 em um dos Airbus A300 da Phillipine Airlines que representou seu primeiro ano de parceria com a Airbus. Seu LoveBus A350 saiu da oficina de pintura e foi aceito em 14 de fevereiro de 2019, Dia dos Namorados (Valentine's Day). A Phillipine Airlines o recebeu três dias depois e realizou uma cerimônia de boas-vindas no Terminal 2 do Aeroporto Internacional Ninoy Aquino.

## Frota
Em Janeiro de 2024, a frota da Philippine Airlines era composta pelas seguntes aeronaves:
- 13 Airbus A320-200
- 22 Airbus A321-200
- 8 Airbus A321Neo
- 10 Airbus A330-300
- 2 Airbus A350-900
- 9 Boieng 777-300ER
- 12 DHC Dash 8-400

Total:76 Aeronaves

## Competição
Por mais de vinte anos, a Phillipine Airlines monopolizou a indústria de transporte aéreo nas Filipinas. Isso terminou em 1995 com a aprovação da Ordem Executiva nº 219, que permitiu a entrada de novas companhias aéreas no setor. A liberalização e desregulamentação do setor aéreo filipino trouxe concorrência para o setor de transporte aéreo doméstico, resultando em tarifas aéreas mais baixas, melhorias na qualidade dos serviços e eficiência no setor em geral. No momento, três companhias aéreas estão competindo nas principais rotas domésticas e internacionais: Phillipine Airlines, Cebu Pacific e PAL Express.
Várias companhias aéreas atendem rotas menores e de curta distância, incluindo Philippines AirAisa e Cebgo.

## Acidentes e Incidentes
Embora as aeronaves da Philippine Airlines tenham se envolvido em uma série de acidentes desde sua fundação em 1941, a maioria dos acidentes aéreos ocorreu com aeronaves a hélice durante os primeiros anos de operação da companhia aérea. 
Poucas aeronaves a jato da PAL se envolveram em acidentes, sendo o mais notável a explosão a bordo do voo 434 da Philippine Airlines , idealizado pela al-Qaeda através do Projeto Bojinka, e um acidente no voo 137 da Philippine Airlines  que passou no final da pista enquanto aterrissava no Aeroporto Doméstico de Bacólod.  
Segurança
Em fevereiro de 2007, a Phillipine Airlines foi a primeira companhia aérea nas Filipinas a ser credenciada pela International Air Transport Association, passando na IATA Operational Safety Audit (IOSA). A Philippine Airlines tem a classificação de segurança mais alta de 7/7 de acordo com AirlineRatings.com e foi classificada como uma companhia aérea mais segura do que algumas de suas contrapartes do Sudeste Asiático.